# Tethlimmena aliena
Tethlimmena aliena är en skalbaggsart som beskrevs av Bates 1872. Tethlimmena aliena ingår i släktet Tethlimmena och familjen långhorningar.
Artens utbredningsområde är:
- Costa Rica.
- Guatemala.
- Nicaragua.
- Panama.

Inga underarter finns listade i Catalogue of Life.